# К-206 «Мурманск»
К-206 «Мурманск» (в 1987—1992 годах — «Минский комсомолец») — советская многоцелевая атомная подводная лодка проекта 949 «Гранит» с управляемым ракетным вооружением с крылатыми ракетами П-700 «Гранит» 3-го поколения. По классификации НАТО — «Oscar-I». Находилась в боевом строю в 1983—1998 годах, в 2002 году была утилизирована в рамках программы «Глобальное партнёрство» на средства Великобритании.

## История создания
К-206 — вторая лодка проекта 949 «Гранит». 14 декабря 1978 года зачислена в состав ВМФ СССР. Заложена 22 апреля 1979 года в цеху № 55 ПО «Севмаш» в Северодвинске под заводским номером 606.
От однотипного К-525 отличалась формой хвостового оперения, аналогичной более поздним кораблям проекта 949А — с дюзой для выпуска ГПБА «Пеламида».
10 декабря 1982 года выведена из цеха и спущена в воду. 30 ноября 1983 года закончена программа испытаний, К-206 принята у промышленности и вступила в строй.

## История службы
15 декабря 1983 года атомный подводный ракетный крейсер К-206 вошёл в состав 11-й дивизии подводных лодок Северного флота, до конца года перешёл к месту постоянного базирования в Западной Лице. Продолжил использоваться для государственных испытаний — в феврале 1984 года получил новые гребные винты, в мае осуществил испытательное погружение на максимальную рабочую глубину, летом того же года совершил боевую службу.
В 1985 году К-206 вошёл в состав первой ударной группы 11-й дивизии, совместно с однотипным К-525 и многоцелевой АПЛ К-254. 30 мая подписан акт завершения государственных испытаний корабля, 9 июля успешно совершена залповая стрельба двумя крылатыми ракетами П-700. В 1986 году К-206 завоевал приз ГК ВМФ за ракетную стрельбу по морской цели. Экипаж объявлен «отличным», а корабль — лучшим на соединении.
14 апреля 1987 года корабль получил почётное наименование «Минский комсомолец», экипаж повторнообъявлен «отличным», а корабль — лучшим на соединении. 2 октября на К-206 нанёс визит Генсек ЦК КПСС М. С. Горбачёв.
В 1989 году К-206 занесён на доску почёта передовых частей и кораблей МО СССР. 14 февраля прибыл в Североморск для участия в мероприятии «Кумжа» (показ современной боевой техники слушателям Военной академии Генштаба ВС СССР). По итогам года экипаж объявлен «отличным»;
В 1990 году завоевал приз ГК ВМФ за ракетную стрельбу по морской цели. Экипаж в очередной раз объявлен «отличным», а корабль — лучшим на соединении.
15 февраля 1992 года снято название «Минский комсомолец». 6 апреля 1993 года присвоено имя «Мурманск».
В 1993 году К-206 выведен в резерв в ожидании ремонта, в 1994 году переведён на ГП «Звёздочка» в Северодвинск. С 1996 года поставлен в отстой. В 1998 году из-за отсутствия финансирования исключён из боевого состава ВМФ. Передан на хранение в ожидании утилизации.
С января 2004 по январь 2005 года в док-камере предприятия «Звёздочка» специалисты «Севмашпредприятия» провели совместную утилизацию сразу двух АПЛ проекта 949: К-525 «Архангельск» и К-206 «Мурманск». Утилизацию спонсировала Великобритания в рамках программы «Глобального партнёрства», принятой на 28-м саммите «Большой восьмёрки» в 2002 году. На утилизацию каждой подлодки было выделено 5,2 млн фунтов стерлингов.

## Командиры
Кроме основного экипажа для К-206 в составе 11-й дивизии были сформированы резервный 504-й экипаж и 590-й технический экипаж.

### Основной экипаж
- 1978—1980 — Осекин В. А.
- 1980—1981 — Илюшкин А. П.
- 1981—1984 — Сорокин В. А.
- 1984—1988 — Рыбаков Э. Ф.
- 1988—1991 — Астафьев К. Н.
- 1991—1992 — капитан 2 ранга Зарубин С. Л.[3]
- 1992—1996 — Божко Н. Д.
- 1996—2002 — Шауров А. А.[4]

### 504-й экипаж
- 1978—1980 — Илюшкин А. П.
- 1980—1984 — Герман А. М.
- 1984 — Сидоров И. Н.
- 1984—1987 — Надеждин В. Н.
- 1987—1995 — Дронин Ю. П.